# Schlüsselbildanimation
Schlüsselbild und Keyframe sind Begriffe aus der Animationstechnik und der digitalen Videokompression. Die Schlüsselbildanimation, auch Keyframe Animation oder Keyframing, ist eine Animationstechnik, die ursprünglich aus der Produktion von Zeichentrickfilmen stammt. Die Schlüsselbilder geben grob den Bewegungsablauf vor, der in der Folge durch Zwischenbilder (Interframes, Inbetweens) verfeinert wird.

## Klassische Schlüsselbildanimation
Hierbei werden zunächst von Hauptzeichnern (Schlüsselzeichner, Keyframer) einzelne wichtige Bilder (Keyframes) angefertigt, die grobe Bewegungssequenzen vorgeben, welche in der Handlung vorkommen sollen. Zwischen die Keyframes werden dann von anderen Zeichnern (Zwischen(phasen)zeichner, Inbetweener) so viele weitere Bilder gezeichnet (Interframes), bis sich in der Bewegung ein flüssiges Bild ergibt.
Die Keyframes für sich betrachtet sind noch mit Comic-Geschichten vergleichbar, deren Bilder noch weit voneinander entfernt sind. Erst mit den hinzu kommenden Interframes ergibt sich ein flüssiger Film. Die Herstellung von Keyframes erfordert sehr viel Erfahrung, da sie bei falscher Zeichnung nachfolgend nicht so mit Interframes verbunden werden können, dass der Film natürlich oder glaubhaft wirkt.
Die bei der Schlüsselbildanimation beteiligten Zeichner stehen in einer strengen Hierarchie. Auf tieferen Stufen werden mehr Zeichner benötigt, da immer viel mehr Interframes als Keyframes zu zeichnen sind. Die Hierarchie der Zeichner kann je nach Anforderung und Produktions-Struktur hoch oder niedrig sein. Beispiel für eine einfache Struktur:
- Regisseur (erstellt Storyboard)
- Schlüsselzeichner (erstellen Keyframes)
- Zwischen(phasen)zeichner (erstellen Interframes)
- Reinzeichner (pausen alle Bilder noch einmal sauber ab (cleanup)).

Diese klassische Schlüsselbildanimation ist sehr personalaufwändig.

## Moderne Schlüsselbildanimation
In der Computergrafik funktioniert dieses Prinzip ebenso. Es werden jedoch keine Zwischenzeichner mehr benötigt, da diese Arbeit vom Computer abgenommen wird.
Das zu animierende Objekt liegt in Form eines 3D-Koordinatenkörpers vor, dem Positionen und Formen zugewiesen werden (Parameter), die den Keyframes bei der klassischen Animation entsprechen. Die nachfolgenden Interframes werden vom Rechner selbständig interpoliert. Dies führt zu einem kompletten Bewegungsablauf, der mit beliebig vielen Interframes hergestellt werden kann.
So könnten zum Beispiel für die Animation eines Arms, der nach oben in die Luft greift, drei Keyframes definiert werden, die Schnappschüssen dieser Bewegung entsprechen. Die Interframes werden vom Computer berechnet. Das kann auf verschiedene Weise, linear oder durch Splines (auch Bezier-Kurven genannt), erfolgen. Die tatsächlichen Methoden sind vielfältig.
Die Vorteile bestehen in der Senkung des Personalaufwandes. Andererseits stellt die Methode erhebliche Anforderungen an die Qualifikation der Designer und Computergrafiker. Die Methode kann auch nicht bei komplexen Animationen angewendet werden, wie etwa die Darstellung von Mimik und Gestik. Hier werden andere Methoden, teilweise in Kombination, angewendet, wie beispielsweise Motion Capturing (Mocap).
Ein Programm zur Keyframe-Animation ist z. B. After Effects von Adobe.
Siehe auch: Animator, Storyboard, Skript, Breakdown (Zeichentrick).

## Videokompression
In der digitalen Videokompression sind Keyframes (auch Intra Frames, I-Frames oder slices) Einzelbilder, die unabhängig von anderen sie umgebenden Bildern kodiert sind. Das heißt, sie liegen vollständig vor. Sie dienen dem Encoder als Referenzpunkte für die auf sie folgenden Inter Frames.
Sie dienen weiterhin als Anfangs- und Endpunkte für Veränderungen am Signal beim nichtlinearen Videoschnitt und Compositing, beispielsweise bei Effekten wie Überblendungen.